# Musée des uniformes militaires ukrainiens
Le musée des uniformes militaires ukrainiens, situé place du Marché à Lviv est une création de Bogouslav Lioubiv.

## Historique
La maison de style Renaissance se trouve dans un bâtiment classé sur l'une des plus importantes places de la ville.
Le musée est fondé le 14 octobre 2002 comme musée militaire principalement dédié à l'Armée populaire ukrainienne.

## Galerie d'images

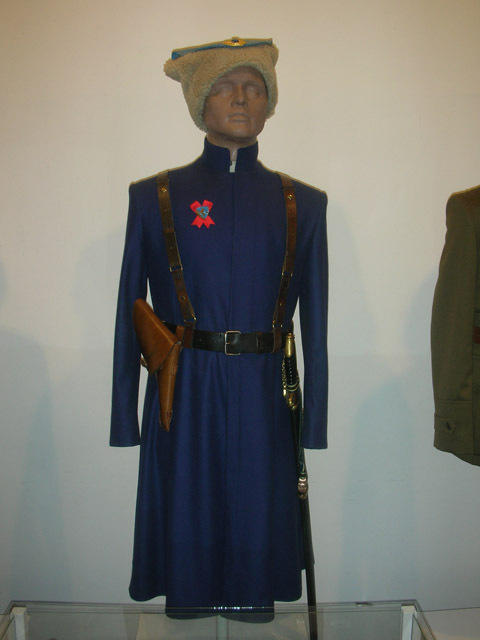
1er division ukrainienne bleu.
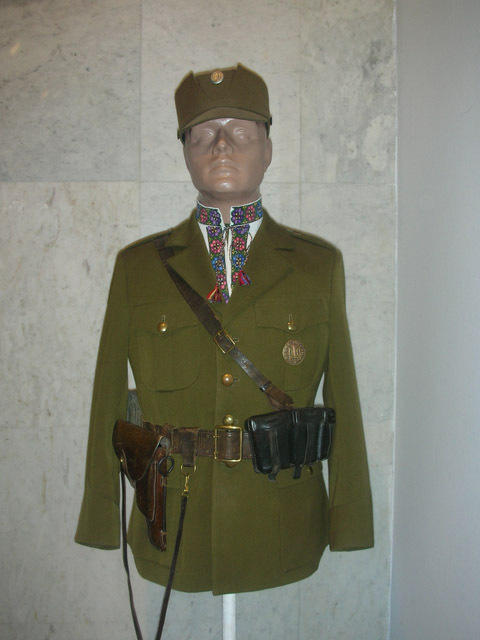
Soldat de l'UPA.
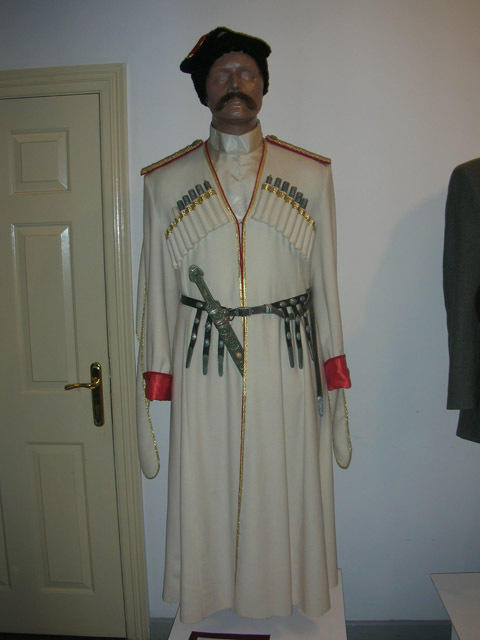
Uniforme de défilé de Pavlo Skoropadsky.
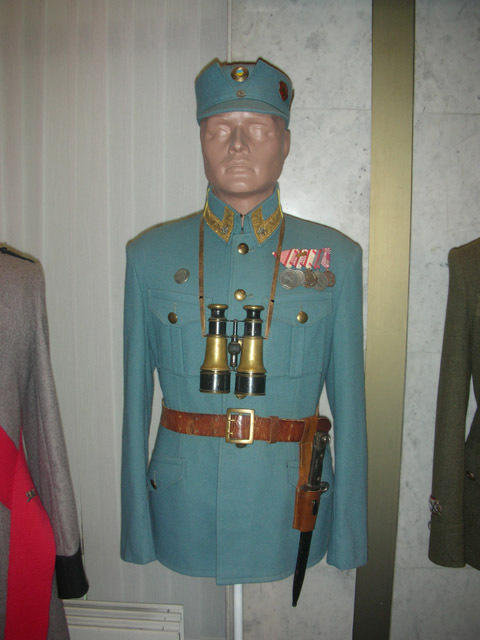
Uniforme de la RSSU.
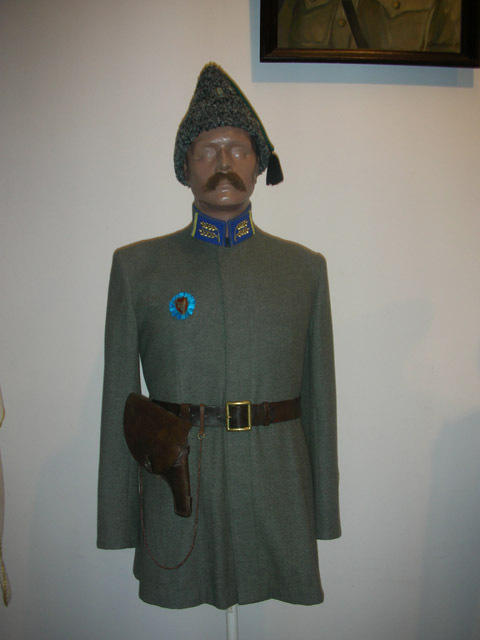
Uniforme de la Sitch carpatienne.
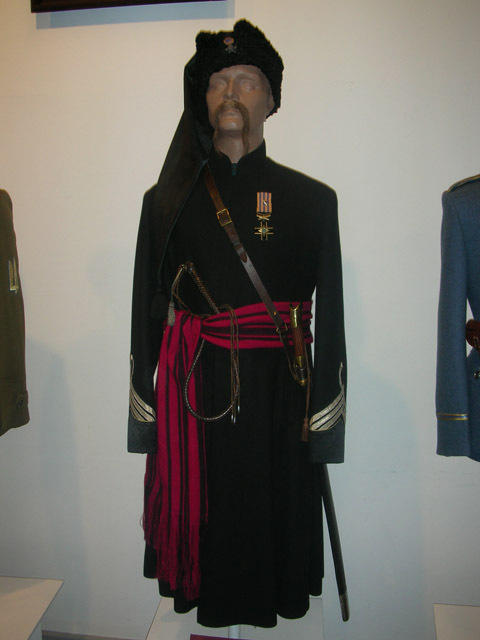
Cosaques noirs.
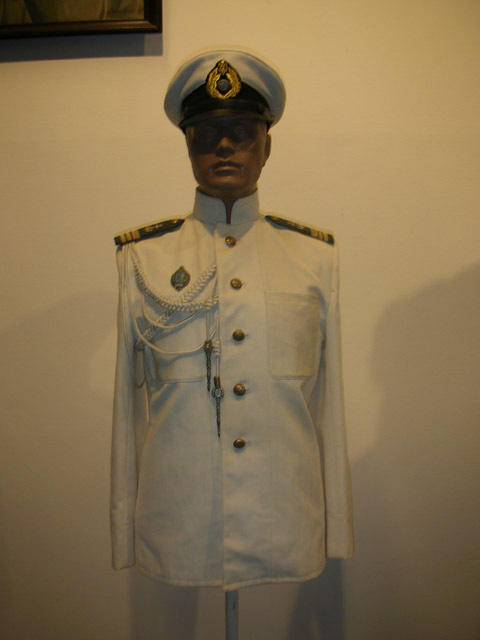
Lieutenant de la flotte.